# تودی کوبایی
تودی کوبایی (نام علمی: Todus multicolor) نام یک گونه از سرده تودی است.